# リロイ・フッド
リロイ・エドワード・フッド（Leroy Edward Hood、1938年10月10日 - ）はアメリカ合衆国の医学者、生物学者。モンタナ州ミズーラ出身で、同州シェルビーで育った。DNAの自動合成法を開発し、ヒトゲノムの構造決定に貢献した。
1960年にカリフォルニア工科大学（Caltech）で生物学を学び、 1964年にジョンズ・ホプキンス大学からMDを取得し、1968年にCaltechで生化学のPh.D.を取得した。
1975年にはCaltechで生物学の教授となり、1989年、アメリカ国立科学財団の分子バイオテクノロジーセンターのディレクターに就任した。1992年にワシントン大学教授に就任し、システム生物学や生物工学を講義している。

## 主な受賞歴
- 1987年 アルバート・ラスカー基礎医学研究賞
- 1988年 ディクソン賞 医学部門
- 2002年 京都賞先端技術部門
- 2011年 アメリカ国家科学賞
- 2019年 クラリベイト・アナリティクス引用栄誉賞、IRIメダル